# Ladvogn
En ladvogn er et køretøj bygget til godstransport, men mindre end en lastbil.
Ladvognen er opbygget med et førerhus og et lad der er monteret hver for sig, til forskel fra varevognen.
En ladvogn ligner dermed en lastbil i opbygning, men i stil med en varevogn bygges mange med totalvægt på over 3.500 kg og kræver derfor kørekort til lastbil.
På engelsk kaldes denne type køretøjer cutaway van chassis, altså et varevogns-chassis, hvor der er skåret noget væk. Dette refererer til køretøjstypens ungdom, hvor producenten leverede en varevognsfront med en midlertidig bagvæg af krydsfiner eller kraftigt pap til de opbyggere, der skulle lave ladet. Herved så bilen ud som om varerummet var skåret af.